# Tribunal de commerce (France)
Pour les autres articles nationaux ou selon les autres juridictions, voir Tribunal de commerce.
Ne doit pas être confondu avec Tribunal maritime commercial (France).

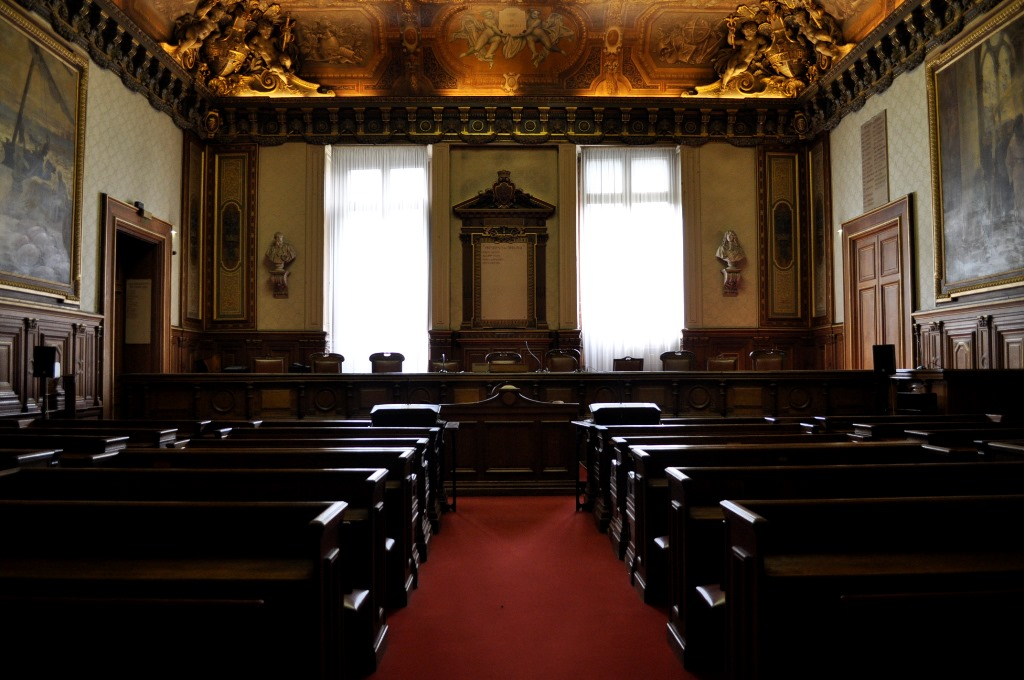
Salle d’audience du tribunal de commerce de Paris.

En France, le tribunal de commerce est défini par l'article L.721-1 du code de commerce comme une juridiction de premier degré composée de juges élus et d'un greffier. Les juges sont des commerçants élus par leurs pairs pour deux ans (ils siègent à trois), le greffier est un officier public et ministériel nommé par le ministre de la Justice et depuis le 27 janvier 2016 recruté sur concours . Le tribunal de commerce est chargé de régler les litiges entre commerçants et de gérer les procédures collectives. Il est parfois appelé « juridiction consulaire » pour des raisons historiques. Outre ces missions juridictionnelles, il assure également celle de publicité légale ainsi que celle de contrôle juridique du greffe du tribunal de commerce et des juridictions à compétence commerciale, qui incluent en particulier la tenue du registre du commerce et des sociétés.
En 2008, il existait en France 191 tribunaux de commerce. Au 1er janvier 2009, cinquante-cinq de ces tribunaux ont été supprimés, et six autres créés (Annecy, Bernay, Guéret, Mende, Thonon-les-Bains, ainsi que le tribunal mixte de Saint-Pierre de La Réunion, où juges consulaires et magistrats professionnels sont désormais dans la même juridiction) ramenant le nombre de tribunaux de commerce à 134. Le nombre de juges devrait quant à lui augmenter de 35.
Les tribunaux de commerce sont régis par le livre 7 du code de commerce. Ils sont présents dans toute la France métropolitaine en dehors de l'Alsace et de la Moselle où, en vertu du droit local, les litiges de la compétence des tribunaux de commerce sont portés devant le tribunal judiciaire dont la chambre commerciale, présidée par un magistrat, comprend deux assesseurs élus.

## Histoire

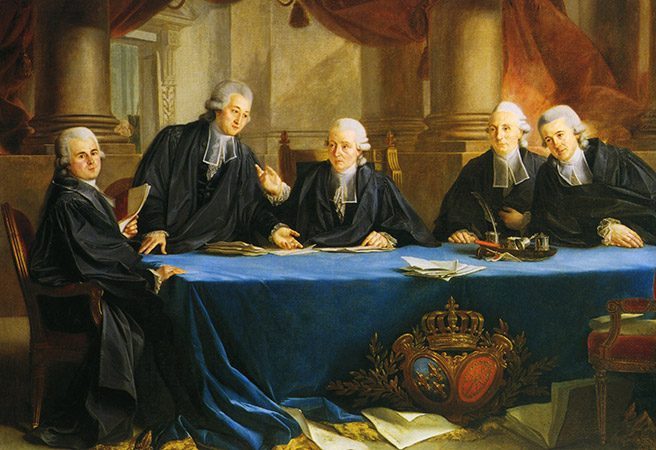
Le juge et les quatre consuls de Bordeaux, par Pierre Lacour, en 1786

La première juridiction consulaire a été créée à Lyon en 1419. Des juridictions similaires sont ensuite créées à Toulouse en 1549 et à Rouen en 1556. Un édit de 1563, inspiré par le chancelier Michel de l'Hospital, crée une juridiction consulaire à Paris et prévoit qu'il pourra en être créé chaque fois qu'une ville souhaitera en avoir un.
Chaque juridiction consulaire se composait d'un juge et de quatre consuls élus (d'où le nom de juridiction consulaire). Elle connaissait des litiges entre marchands puis également, à partir de 1715, des faillites et des « banqueroutes simples » (non frauduleuses).
La Révolution française conserve le principe de ces juridictions, qui prennent alors, par la loi des 16 et 24 août 1790 le nom de Tribunaux de commerce, qu'elles ont gardé. Lors de l'ouverture du Palais Brongniart en 1826, il héberge à la fois la Bourse et le Tribunal de commerce de Paris.
Depuis cette date, cette juridiction a connu peu de réformes, sinon l'instauration d'une élection à deux degrés en 1961, l'instauration d'un système disciplinaire par la loi du 16 juillet 1987 et la création en 2005 d'un conseil national des tribunaux de commerce.

## Composition du tribunal
Chaque tribunal de commerce est composé de trois juges au moins. Les plus importants des tribunaux de commerce peuvent être divisés en chambres.
Les juges des tribunaux de commerce sont des dirigeants d'entreprises. Ils sont désignés par une élection à deux degrés auprès de leurs pairs. Les juges sont en effet élus par un collège électoral composé des délégués consulaires et des juges et anciens juges de tribunal de commerce. Les juges consulaires sont élus en général pour une période de quatre ans (après un premier mandat probatoire de deux ans). Ils peuvent faire jusqu'à quatre mandats successifs. Après 4 mandats successifs, les juges qui souhaitent se représenter doivent laisser passer un délai d'un an.
Les délégués consulaires sont eux-mêmes élus par et parmi les commerçants inscrits au registre du commerce et des sociétés et par certaines personnes assimilées comme les capitaines au long cours. Il est constitué de personnes ayant au moins 30 ans et 5 ans d'activité.
Depuis 2003, les juges nouvellement élus bénéficient d'une formation initiale dispensée par l'École nationale de la magistrature qui propose également une offre de formation continue pour l'ensemble des juges consulaires (environ 3 200 en 2012). Cette formation est organisée par l'école, en partenariat étroit avec la Conférence générale des juges consulaires. Depuis novembre 2018, la formation continue des juges consulaires est également obligatoire.

### Fonctions particulières
Les juges élisent le juge-président pour quatre ans. Le juge-président doit avoir exercé au moins six ans en tant que juge. Le premier président de la cour d'appel peut accorder une dérogation s'il n'est pas possible de trouver une personne répondant à ces conditions.
Le juge-président désigne le vice-président et les présidents de chambre. Il dresse par ordonnance la liste des juges pouvant exercer les fonctions de juge-commissaire.

### Formation de jugement
En dehors des cas où la décision peut être rendue à juge unique, la formation de jugement est collégiale et comprend normalement trois juges, nombre pouvant être porté à cinq.
La formation de jugement est présidée par le juge-président, le vice-président, un président de chambre ou, à défaut, un juge ayant au moins deux ans d'ancienneté.

## Compétence du tribunal

### Compétence territoriale
Conformément à la règle générale, le tribunal de commerce territorialement compétent est celui du défendeur. Cette règle se voit cependant, comme c'est souvent le cas, opposer un certain nombre d'exceptions, qui figurent dans le titre III du livre I du code de procédure civile. Ainsi, en cas de litige en matière contractuelle, le tribunal territorialement compétent ne sera pas celui du défendeur, mais celui du lieu où la principale prestation a été exécutée. Ce peut par exemple être le lieu de livraison de la chose dans un contrat de vente. D'autres exceptions ont lieu dans les litiges relatifs à un immeuble. Le tribunal territorialement compétent est dans ce cas celui dans le ressort duquel se situe l'immeuble…
Un problème particulier se pose en ce qui concerne les clauses attributives de compétence. En effet, les cocontractants, lorsqu'ils rédigent leur contrat, peuvent prévoir à l'intérieur une clause attributive de compétence territoriale. La validité de cette clause dépend de la qualité des parties. Cette clause ne peut en effet être valide que si les parties signataires ont la qualité de commerçants, et qu'elle est indiquée de façon apparente sur l'écrit du contrat. Inversement donc, une clause attributive de compétence territoriale serait réputée non-écrite si elle a été faite entre un non-commerçant et un commerçant.

### Compétence matérielle
Le tribunal de commerce est une juridiction d'exception, c'est-à-dire que sa compétence ne relève pas du droit commun. En l'absence de tribunal de commerce dans une juridiction, c'est le tribunal judiciaire qui est compétent pour les affaires dont le montant dépasse dix mille euros, pour les litiges dont le montant est évalué inférieur à dix mille euros, c'est le tribunal de proximité qui est compétent. Son incompétence est absolue, c'est-à-dire que, si une affaire est portée devant lui, le juge autant que les parties peuvent soulever l'incompétence du tribunal si cette affaire n'entre pas dans ses attributions. L'incompétence doit toutefois être soulevée in limine litis.
La compétence du tribunal de commerce est listée dans les articles L721-3 et L.721-4 du code du commerce. Il est compétent pour statuer sur les contestations entre les commerçants, entre les établissements de crédits, ou entre eux. Sa compétence s'étend aussi sur les litiges entre les sociétés commerciales, ou sur tout ce qui concerne les actes de commerce. Ils connaissent des billets à ordre entre toutes personnes, mais celui qui n'a pas la qualité de commerçant peut demander que l'affaire soit portée devant le tribunal civil. Par ailleurs, les sociétés d'exercice libéral sont expressément exclues de la compétence des tribunaux de commerce.
Ce sont les tribunaux de commerce qui gèrent entre autres les procédures collectives que sont la cessation de paiements, le redressement judiciaire et la liquidation judiciaire.
Comme pour le cas de la compétence territoriale du tribunal de commerce, la clause attributive de compétence pose là aussi problème. En effet, le particulier est par nature soumis au juge civil. L'intérêt pour le consommateur est d'avoir une meilleure protection, le tribunal de commerce étant un tribunal composé par des commerçants pour des commerçants, c'est-à-dire pour des professionnels supposés connaitre le droit. Il serait donc finalement assez injuste d'obliger le consommateur à comparaître en cas de litige devant le tribunal de commerce. C'est dans cette optique que les clauses attributives de compétence sont inopposables, si le non-commerçant est défendeur, mais sont licites entre deux commerçants. Si le non-commerçant est demandeur, il a la possibilité de choisir entre la clause attributive de compétence ou le juge civil, c'est ce qu'on appelle un droit d'option. En matière d'une clause attributive de compétence, tant matérielle que territoriale, la jurisprudence considère une telle clause comme nulle à l'égard des non-commerçants.

### Recours
Le tribunal de commerce statue à charge d'appel si le montant du litige dépasse 4 000 €. Les recours contre une décision du tribunal de commerce sont portés devant la cour d'appel territorialement compétente. Si le montant du litige est inférieur à 4 000 € la décision est rendue en dernier ressort.
Si un motif de droit le justifie, un pourvoi en cassation est aussi possible, après le jugement rendu en dernier ressort ou après l'arrêt rendu par les magistrats du second degré, mais l'affaire n'est alors pas rejugée en faits puisque la Cour de cassation ne constitue pas un troisième degré de juridiction. Elle est portée devant la chambre commerciale de la cour de cassation.

## Appréciation

### Activité des tribunaux de commerce
Les 3 285 juges consulaires des 134 tribunaux de commerce métropolitains et des 7 chambres commerciales des TGI d’Alsace Moselle ont rendu 847 805 décisions en 2018. Le taux d'appel est de 13,7 % et 4,9 % des décisions sont infirmées par les Cours d'appel.
Nature des décisions prises :

#### Difficultés des entreprises: 483 174, dont
Mandats ad hoc et conciliations : 4 134
Rétablissements professionnels - ouvertures et clôtures : 125
Ouvertures de sauvegardes : 832
Ouvertures de procédures : 46 671
Jugements de procédures hors ouvertures : 113 395
Ordonnances de procédures collectives : 318 017

#### Contentieux: 364 631, dont
Jugements de contentieux : 53 592
Tentatives de conciliations et médiations : 1 845
Ordonnances d’injonction de payer : 132 770
Ordonnances de référés : 20 434
Autres ordonnances : 155 940
Outre les juges consulaires, des mandataires liquidateurs et administrateurs judiciaires interviennent également dans le cadre des procédures judiciaires ; ils sont agréés par le ministère de la Justice. Soumis au même statut, leur fonction consiste à conduire en toute indépendance et dans le strict respect des règles légales et déontologiques les procédures qui leur sont confiées. Les tribunaux de commerce se limitent à les nommer et doivent les contrôler (rôle des juges commissaires consulaires), le parquet (c'est-à-dire le procureur) devant superviser toute la procédure.

### Critiques et projets de réforme
Depuis la fin des années 1990, certains tribunaux de commerce font l'objet de scandales à répétition,,, de même que certains mandataires liquidateurs et administrateurs judiciaires,,,.
Les critiques portent sur l'insuffisante connaissance du droit de la part des juges élus, ainsi que sur les grands risques de conflit d'intérêts, et le manque de transparence.
En 1973, un rapport de la commission présidée par M. Monguillan propose une réforme. Il reste sans suite. Il en est de même pour la tentative du garde des Sceaux Robert Badinter en 1985,.
À la suite du rapport de 1998 de l'Assemblée nationale,,, la garde des Sceaux, Élisabeth Guigou, propose en 2001 une réforme. Elle prévoyait que les tribunaux de commerce seraient présidés par un magistrat professionnel assisté de juges élus : c'est le système de l'échevinage qui existe en Alsace-Moselle depuis 1877. En contrepartie, des commerçants élus siégeraient dans les cours d'appel quand seraient évoquées des affaires commerciales. Cette réforme a été abandonnée,. Toutefois, une commission a été créée pour réfléchir à la formation des juges. La commission Guinchard a déposé son rapport en 2003 en préconisant un droit à formation pour tous les juges consulaires et que cette formation soit organisée par l'École nationale de la magistrature, afin de lui donner cohérence et professionnalisme. Ainsi, depuis 2003, les juges nouvellement élus bénéficient d'une formation initiale dispensée par l'École nationale de la magistrature.
Le 4 février 2013, Christiane Taubira, garde des Sceaux, mandate Didier Marshall pour qu'il préside un groupe de travail chargé de réfléchir à une réforme globale de la justice de première instance et d'appel, après avoir confié une première mission de réflexion à l'Institut des hautes études sur la Justice.